# Betoota
Betoota è una piccola città nella contea di Diamantina, nel Channel Country del Central West Queensland in Australia che ha una popolazione stagionale; l'ultimo residente permanente, Sigmund Remienko, è morto nel 2004. Betoota è situata in pianura a 170 chilometri (110 mi) a est di Birdsville e a 227 a ovest di Windorah.
La città è stata nominata come più piccola d'Australia. Le uniche strutture in Betoota sono un circuito, una pista e un campo di cricket.  I visitatori sono attratti dalla città durante the annual Simpson Desert Carnival che si tiene nel mese di settembre.

## Storia
La città è stata mappata nel 1887. Furono segnate solamente tre strade. L'Hotel Betoota è stato costruito durante la fine del 1880 ed è l'ultima struttura rimanente nella città.  L'edificio è stato costruito in pietra e con un pavimenti in legno.
Nel 1885, il Governo di Queensland aprì una dogana per raccogliere pedaggi da chi percorreva la strada. Betoota è stata una stazione di cambio Cobb & Cobb & Co.
Nel 1895, è stata istituita una caserma di polizia per la costruzione della rabbit-proof fence. Nel 1915 fu costruita una stazione di polizia con un personale ma successivamente fu chiusa nel 1930 poiché dopo un'ispezione nel 1928 non trovò nessuno che custodiva il luogo da cinque anni.
L'hotel operò fino a quando nel 1997, il proprietario Sigmund Remienko si ritirò all'età di 82 anni. Originario della Polonia, Remienko lavorò come autista finché non comprò l'Hotel Betoota nel 1957. Nell'ottobre del 1997, l'hotel chiuse. Sigmund morì nel 2004.

## Stato
La città ora è deserta, escluso per i turisti nella stagione secca.

## Siti interesse culturale
Betoota ha dei siti di interesse culturale, inclusa l'area protetta conosciuta come Burke and Wills "Plant Camp".